# Zdychava
Zdychava – duży potok w Górach Stolickich, w łańcuchu Rudaw Słowackich, na Słowacji. Długość 16,3 km, powierzchnia dorzecza 59 km². Jego dolina oddziela od głównego grzbietu Gór Stolickich (na wschodzie) pasmo Radzima (970 m) i Zubovej (807 m, na zachodzie).
Źródła Zdychavy znajdują się na wysokości ok. 1125 m n.p.m. na zachodnich zboczach Stolicy, a ściślej – pod ograniczającymi szczytową kopułę tej góry przełęczami (Slanské sedlo na północy i Harová na południu). Źródłowy tok Zdychavy, powstały z połączenia tych dwóch głównych potoków, nosi lokalną nazwę Ráztoka. Spływa wąską, głęboką doliną ku południowemu zachodowi. Poniżej osady leśnej i leśniczówki Karafova przyjmuje nazwę Zdychava. W Revúcy, na wysokości 308 m n.p.m., uchodzi do rzeki Muráň.
Główne dopływy: Hutský potok, Hlboký potok, Poťahajský potok, Zdychavský potok, Pstružný potok, Slianový potok. W dolinie potoku Zdychava leży wieś Muránska Zdychava oraz osada Revúčka znajdująca się na terenie katastralnym miasta Revúca.